# هزار و یک شب (مجموعه تلویزیونی ۲۰۰۶)
هزار و یک شب (به ترکی استانبولی: Binbir Gece) یک مجموعه تلویزیونی درام محصول کشور ترکیه است که از ۷ اکتبر ۲۰۰۶ تا ۱۲ مه ۲۰۰۹ در ۳ فصل از کانال د ترکیه پخش شد. داستان این مجموعه برداشتی آزاد از داستان هزار و یک شب است. برگزار کورل در نقش شهرزاد، خالد ارگنچ در نقش انور، تاردو فلوردون در نقش کرم و ازگی آذراوغلو در نقش بنو در مجموعه بازی می‌کنند.

## خلاصه داستان
شهرزاد (برگزار کورل) که معمار با استعدادی است در شرکت ساختمانی به مدیریت اونور اکسال (خالد ارگنچ) و کرم (تاردو فلوردون) مشغول به کار است، شهرزاد برای درمان پسرش که از بیماری سرطان خون رنج می‌برد به دویست هزار دلار نیاز دارد در حالی که شهرزاد بعد از تلاش بسیار فقط پنجاه هزار دلار می‌تواند فراهم کند…

## انتشار
| فصل | قسمت‌ها | قسمت‌ها | تاریخ اصلی روی آنتن رفتن | تاریخ اصلی روی آنتن رفتن |
| فصل | قسمت‌ها | قسمت‌ها | اولین بار                | آخرین بار                |
| --- | ------ | ------ | ------------------------ | ------------------------ |
| ۱   | ۲۹     | ۲۹     | ۷ اکتبر ۲۰۰۶             | ۱۹ ژوئن ۲۰۰۷             |
| ۲   | ۳۷     | ۳۷     | ۱۱ سپتامبر ۲۰۰۷          | ۳ ژوئن ۲۰۰۸              |
| ۳   | ۲۴     | ۲۴     | ۱۶ سپتامبر ۲۰۰۸          | ۱۲ مه ۲۰۰۹               |